# GOES 7
El GOES 7, conegut com a GOES-H abans d'entrar en servei, va ser un satèl·lit meteorològic operat per la National Oceanic and Atmospheric Administration dels Estats Units com a part del sistema Geostationary Operational Environmental Satellite. Va ser inicialment construït com a satèl·lit de recanvi, el GOES-H va ser llançat el 1987 causa dels retards amb la següent sèrie de satèl·lits. Va ser operat per la NOAA fins al 1999, abans de ser arrendat a Peacesat, que el van utilitzar com a satèl·lit de comunicacions. Fins al 2009, va ser operacional a l'oceà Pacífic, proveint de comunicacions a les illes del Pacífic.

## Llançament
El GOES-H va ser llançat des d'un coet McDonnell Douglas Delta 3914, enlairant-se des del Launch Complex 17A de Cape Canaveral Air Force Station. El llançament es va produir a les 23:05 GMT del 26 de febrer de 1987. El llançament havia estat originalment programat per a finals de 1986, però es va retardar després que el GOES-G no pogués assolir l'òrbita. Va ser construït per Hughes Space and Communications, basat en el model de satèl·lit HS-371, i va ser l'últim dels cinc satèl·lits de la sèrie GOES-D en ser llançat.

## Operacions

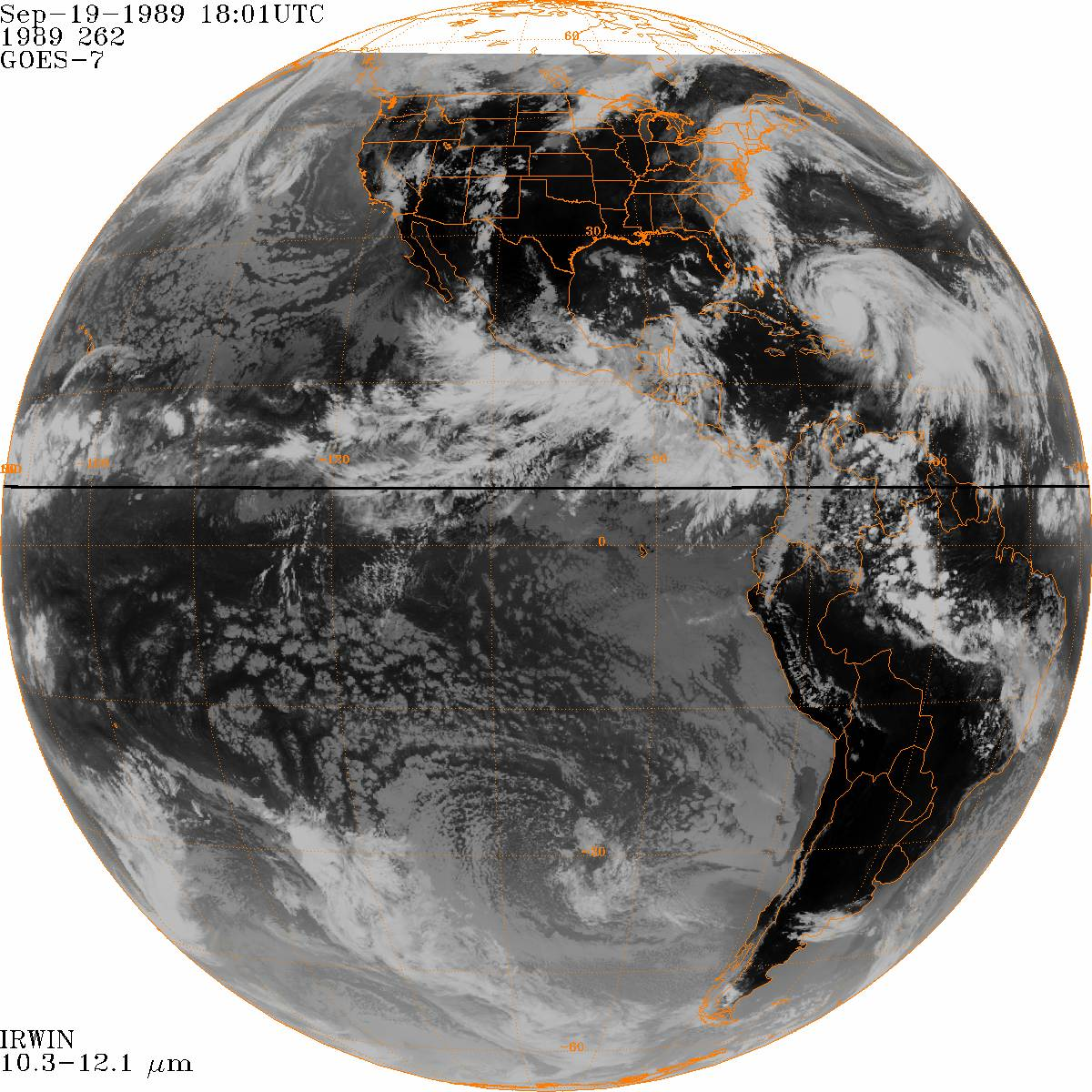
Imatge del GOES 7

Després del llançament, el GOES 7 va ser posicionat en òrbita geoestacionària a una longitud de 75° Oest, on va ser sotmès a proves en òrbita abans de ser activat com a GOES-EAST de la xarxa.
A causa de la pèrdua del GOES-G, i retards en el desenvolupament de la sèrie GOES-I, no hi havia satèl·lits de reserva disponibles a finals de la dècada de 1980 i principis de la 1990. Després que la càmera del satèl·lit GOES 6 va fallar el 1989, el GOES 7 es va esdevenir l'únic satèl·lit GOES operacional. Va ser mogut a 98° Oest per cobrir la totalitat dels Estats Units continentals. En el 1992, el Meteosat 3 va ser arrendat a Eumetsat per fer-se càrrec de les operacions de GOES-EAST, permetent al GOES 8 a ser mogut a 112° Oest. Quan el GOES 8 va entrar en servei en el 1995, va substituir el Meteosat 3, i el GOES 7 va ser mogut a la posició GOES-WEST a 135° Oest. Es va mantenir en servei fins al seu retir el 1999, moment en el qual es va traslladar breument a 98° Oest. Es va transferir a continuació a Peacesat, i es va posicionar a 175° Oest. És encara en servei.
És l'únic satèl·lit que s'ha operat tant a GOES-EAST com GOES-WEST en el curs de les operacions normals. El GOES 10 s'ha utilitzat tant com a GOES-EAST i GOES-WEST, però les seves operacions com a GOES-EAST eren com una reserva durant el tall del GOES 12, i el satèl·lit no va moure a la posició orbital de GOES-EAST.